# دبیرخانه بخش گانگاواتا کوراله
دبیرخانه بخش گانگاواتا کوراله (به لاتین: Kandy Four Gravets and Gangawata Korale Divisional Secretariat) یک منطقهٔ مسکونی در سری‌لانکا است که در ناحیه کندی واقع شده‌است.